# Medalles del Cercle d'Escriptors Cinematogràfics de 2020
La cerimònia de lliurament de les medalles del Cercle d'Escriptors Cinematogràfics de 2020 tindrà lloc el 22 de febrer de 2021. És considerada com la 76a edició de aquestes medalles, atorgades per primera vegada en 1945 pel Cercle d'Escriptors Cinematogràfics (CEC). Els premis tenien per finalitat distingir als professionals, estudiosos i difusors del cinema espanyol i —en menor mesura— del d'altres països pel seu treball durant l'any 2020. Encara està per anunciar-se la localització de la cerimònia a causa dels canvis que ha portat en la indústria la pandèmia per COVID-19.
Les nominacions van ser anunciades el 14 de gener de 2021 amb La boda de Rosa liderant les nominacions amb nou, seguida per Uno para todos i Adú amb vuit. Les medalles d'honor foren anunciades el 4 de febrer, concedint la Medalla d'honor a Julieta Serrano, alhora que també s'anunciava que l'entrega d'aquest any es faria online a través del canal de Youtube del CEC. Els presentadors foren els actors Carmen Santamaría i Jesús González.
La gran triomfadora fou La boda de Rosa, que va guanyar sis medalles, entre elles les de millor pel·lícula, millor director i millor actriu protagonista. D'altra banda, Las niñas en va guanyar tres, entre ells el de directora i actriu revelació.

## Múltiples nominacions i premis per pel·lícula
| Pel·lícula        | Nominacions | Premis |
| ----------------- | ----------- | ------ |
| La boda de Rosa   | 9           | 6      |
| Adú               | 8           | 1      |
| Uno para todos    | 8           | 1      |
| Las niñas         | 6           | 3      |
| Invisibles        | 5           | 0      |
| Akelarre          | 4           | 0      |
| Ane               | 3           | 0      |
| El inconveniente  | 3           | 0      |
| Orígenes secretos | 2           | 0      |
| Explota explota   | 2           | 0      |
| El plan           | 2           | 1      |
| Sentimental       | 2           | 1      |
| Nieva en Benidorm | 1           | 1      |

## Medalles competitives
| Millor pel·lícula | Millor director |
| --- | --- |
| - La boda de Rosa - Las niñas - Adú - Uno para todos | - Icíar Bollaín — La boda de Rosa - Gracia Querejeta — Invisibles - Salvador Calvo — Adú - David Ilundain Areso — Uno para todos |
| Millor actor | Millor actriu |
| - David Verdaguer — Uno para todos com Aleix - Javier Cámara — Sentimental com Julio - Javier Gutiérrez — Hogar com Javier Muñoz - Raúl Arévalo — Los europeos com Miguel Alonso                                                                              | - Candela Peña — La boda de Rosa com Rosa - Kiti Mánver — El inconveniente com Lola - Patricia López Arnaiz — Ane com Lide - Emma Suárez — Invisibles com Elsa - Adriana Ozores — Invisibles com Julia                                                                                 |
| Millor actor secundari | Millor actriu secundària |
| - Ramón Barea — La boda de Rosa com Antonio - Sergi López — La boda de Rosa com Armando - Pedro Casablanc — Invisibles com Félix - Àlex Brendemühl — Akelarre com Rostegui                                                                                    | - Nathalie Poza — La boda de Rosa com Violeta - Verónica Echegui — Explota explota com Amparo - Natalia de Molina — Las niñas com Adela - Patricia López Arnaiz — Uno para todos - Ana Labordeta — Uno para todos                                                                      |
| Millor actor revelació | Millor actriu revelació |
| - Chema del Barco — El plan com Ramón - Adam Nourou — Adú com Massar - Moustapha Oumarou — Adú com Adú - Miguel Ángel Tirado — Uno para todos - Pablo Molinero — El verano que vivimos como Hernán Ibáñez                                                     | - Andrea Fandos — Las niñas com Celia - Paula Usero — La boda de Rosa com Lidia - Amaia Aberasturi Franco — Akelarre com Ana - Jone Laspiur — Ane - Gala Amyach — Un mundo normal com Cloe                                                                                             |
| Millor guió original | Millor guió adaptat |
| - Pilar Palomero — Las niñas - Alicia Luna i Icíar Bollaín — La boda de Rosa - Coral Cruz i Valentina Viso — Uno para todos - Antonio Mercero i Gracia Querejeta — Invisibles - Alejandro Hernández — Adú                                                     | - Cesc Gay — Sentimental - Ignasi Vidal y Polo Menárguez — El plan - Bernabé Rico i Juan Carlos Rubio — El inconveniente - David Galán Galindo i Fernando Navarro — Orígenes secretos - Marta González de Vega i Santiago Segura — Padre no hay más que uno 2: La llegada de la suegra |
| Millor llargmetratge documental | Millor pel·lícula estrangera |
| - El año del descubrimiento — Luis López Carrasco - Anatomía de un dandy — Alberto Ortega i Charlie Arnaiz - Dehesa, el bosque del lince ibérico — Joaquín Gutiérrez Acha - Dear Werner (Walking on Cinema) — Pablo Maqueda - Bajo el silencio — Iñaki Arteta | - A Hidden Life () — Terrence Malick - El pare () — Florian Zeller - Mank () — David Fincher - 1917 () — Sam Mendes - The Trial of the Chicago 7 () — Aaron Sorkin |
| Millor música | Millor llargmetratge d’animació |
| - Roque Baños — Adú - Roque Baños — Explota explota - Adrián Foulkes y Federico Jusid — No matarás - Zeltia Montes — Uno para todos | - La gallina Turuleca Víctor Monigote i Eduardo Gondell |
| Millor fotografia | Millor muntatge |
| - Jean-Claude Larrieu — Nieva en Benidorm - Sergi Vilanova — Adú - Daniela Cajías — Las niñas - Javier Agirre Erauso — Akelarre | - Nacho Ruiz Capillas — La boda de Rosa - Fernando Franco i Miguel Doblado — Black Beach - Jaime Colis — Adú - Teresa Font Guiteras — Akelarre |
| Millor director revelació | |
| - Pilar Palomero — Las niñas - David Pérez Sañudo — Ane - Pedro Collantes — El arte de volver - Bernabé Rico — El inconveniente - David Galán Galindo — Orígenes secretos                                                                                     | |
| Medalla d'honor | |
| A l'actriu Julieta Serrano | |
| Medalla a la labor de promoció del cinema | |
| Santiago Segura per l'estrena de Padre no hay más que uno 2 | |
| Medalla a la labor periodística | |
| Gerardo Sánchez, per dur a terme durant la pandèmia Días de cine | |
| Medalla a la solidaritat (ficció) | |
| Amalia en otoño (ficció) Cartas mojadas (no ficció) | |